# سوناكوم الفئة كاي
سوناكوم الفئة كاي تعتبر الفئة الأصغر من بين أسطول شاحنات الشركة الوطنية للعربات الصناعية و هي متوفرة بحجمين، K66 و K120.

## كي 66

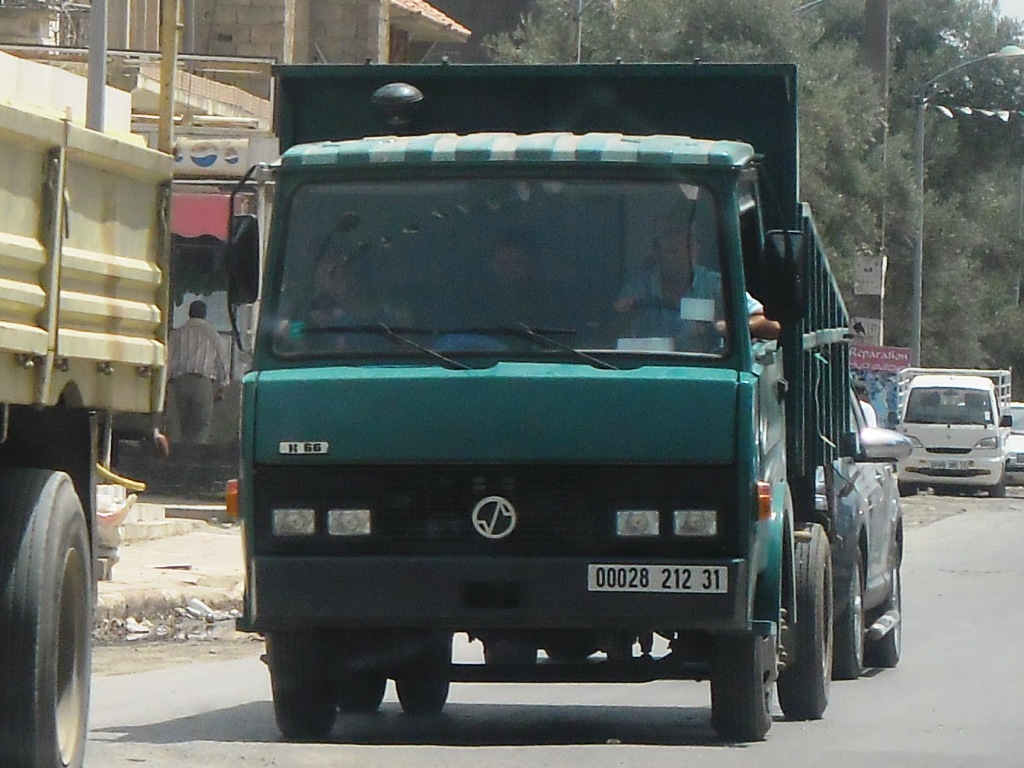
SNVI K66

هو الشقيق الأصغر للK120 و نموذج مماثل للBerliet Stradair ، يتم إنتاجه من طرف الشركة الوطنية للعربات الصناعية منذ سنة 1975 ، يتم تجهيزه بمحرك 4 أسطونات في خط Cirta-Deutz) Diesel F4L912) ، بقوة 73 حصان وعلبة سرعة 4 غيارات، وقدرة شحن تصل إلى حدود 6.6 طن .
أما الموديل الجديد من الشاحنة (Phase 2) يتم تجهيزه بمحرك 4 أسطونات Cummins 4BTA قوة 110 حصان، وعلبة سرعة 5 غيارات .
- صوت محرك F4L912 Deutz

- صوت محرك Cummins 4bta 110

## K120

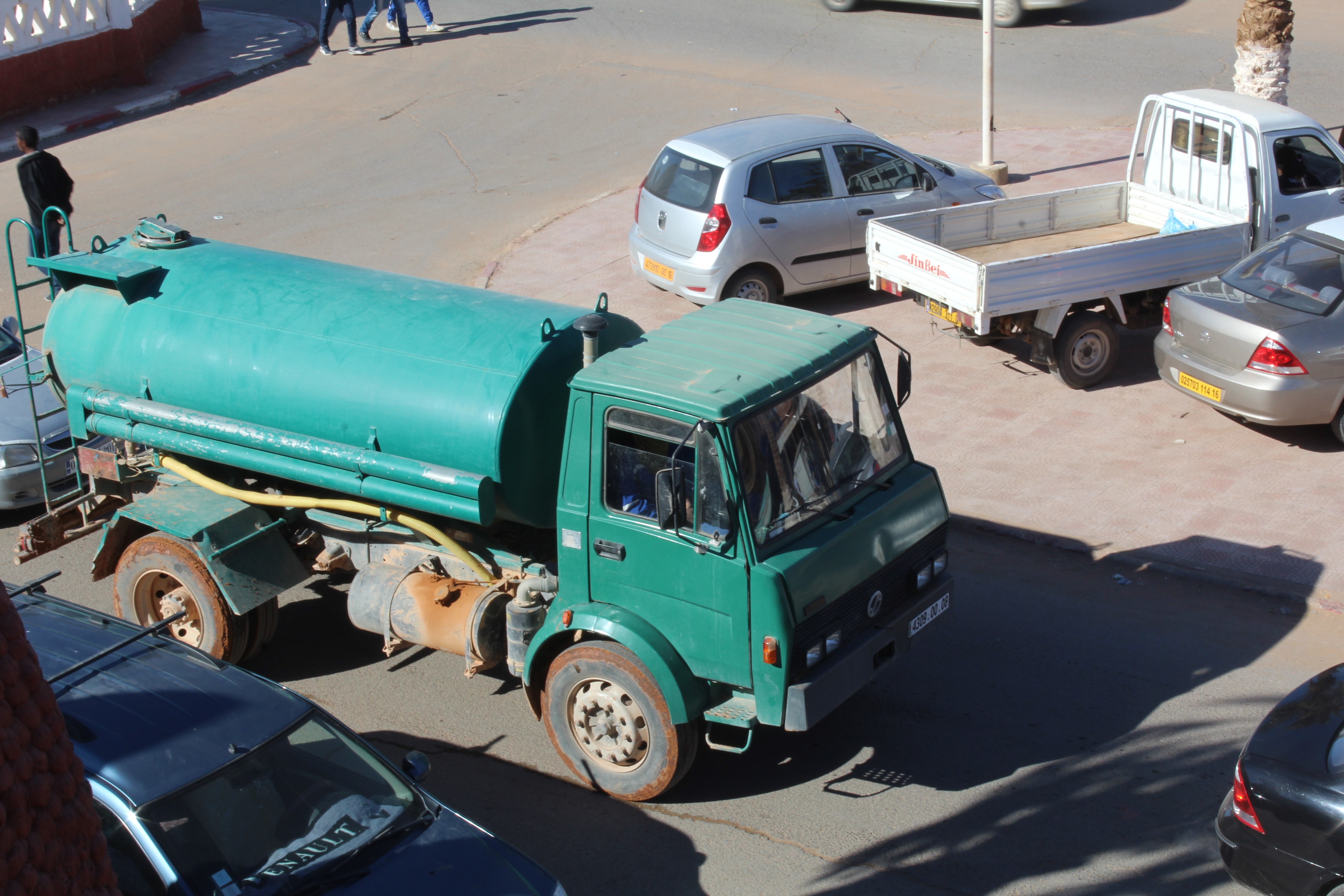
K120 Citerne avant

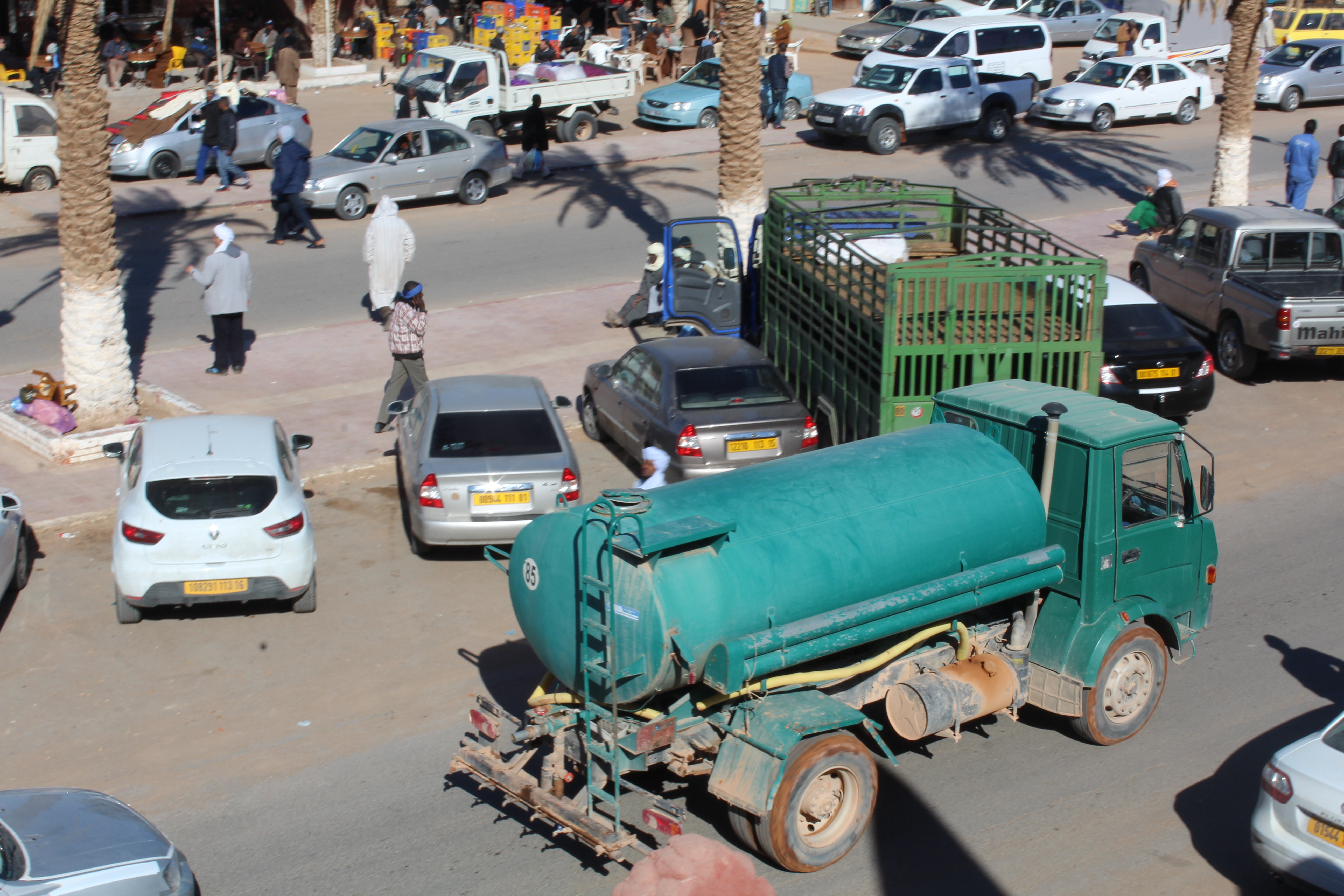
K120 Citerne arrière

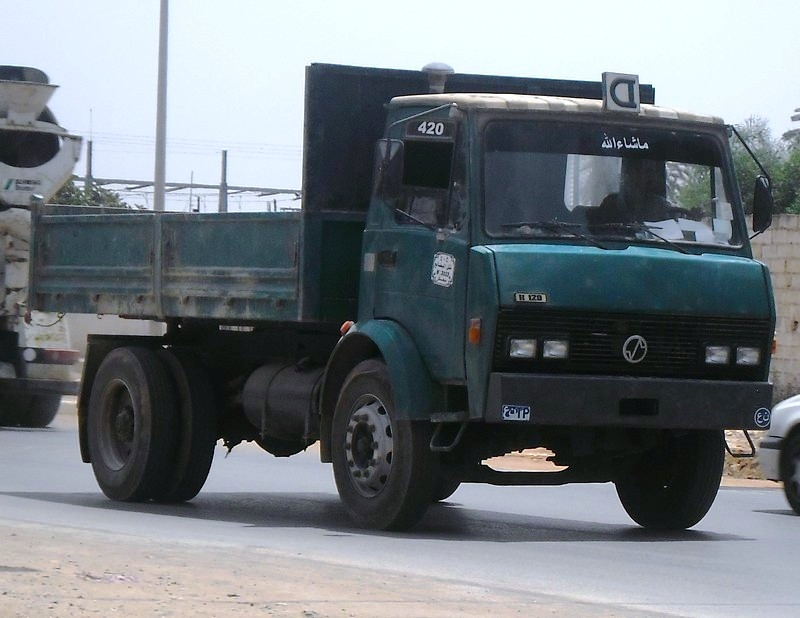
SNVI K120

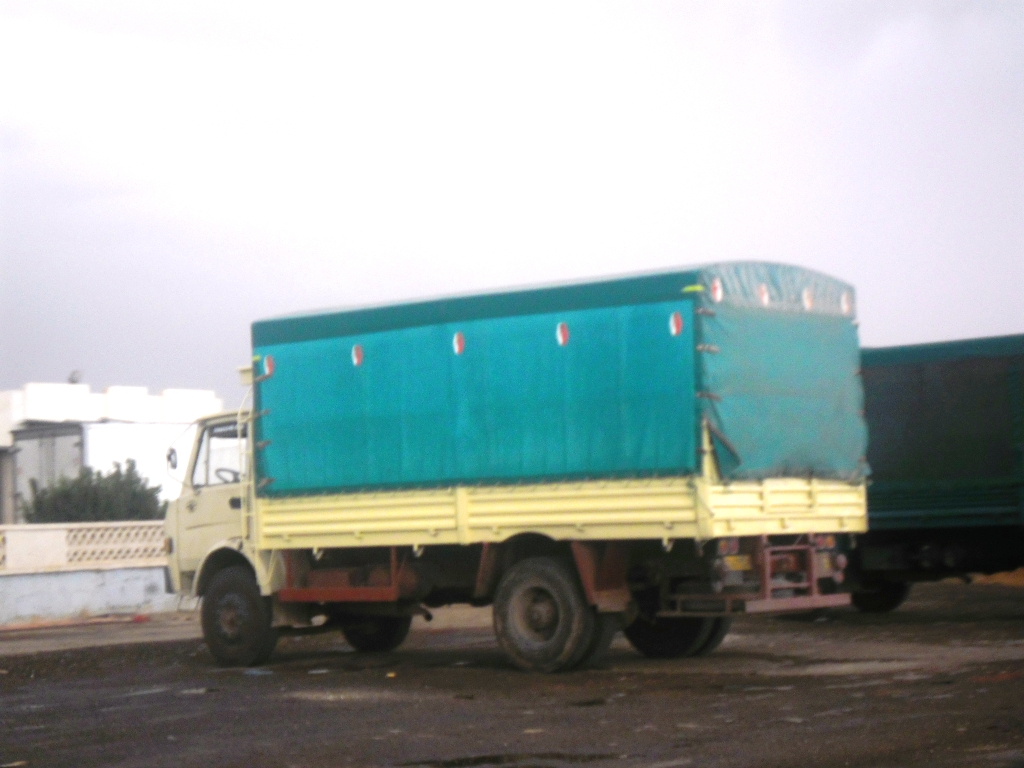
SNVI K120 شاحنة نقل بضائع

تعتبر الشاحنة الكبيرة في هاته الفئة التي يتم تسويقها لتلبية حاجيات زبائن الشركة الوطنية للعربات الصناعية و يتم تجهيزها بمحرك 6 أسطونات في خط Cirta-Deutz) F6L912) بقوة 110 حصان وعلبة سرعات 5 غيارات، هذا الأخير يمتلك هيكل أكبر وأقوى . K120 يمحتوي نفس قمرة K66 لكن مع هيكل أوسع، وقدرة شحن ب12 طن .
- الشركة الوطنية للعربات الصناعية قامت مؤخراً بتغيير أغلب محركات شاحناتها بCummins مكان Cirta-Deutz